# Позориште Чикаго
Позориште Чикаго, првобитно познато као Балабан и Кац Чикаго је знаменито позориште које се налази у Чикагу. Изграђено је 1921. године и било је водеће место позоришне групе Балабан и Кац којим су управљали А. Џ. Балабан, његов брат Барти Балабан и Сем Кац. Изграђено је у стилу класицизма и необарока.  У поређењу са другим позориштима, ово је било доминантно и за биоскоп у периоду од 1942. до 1945. године. Тренутни власник је The Madison Square Garden Company који поседује и управља позориштем, а у њему се поред представа одржавају спортски догађаји и музички концерти.
Зграда се налази у Националном регистру историјских места од 6. јуна 1979. године, а препозната је као знаменити објекат Чикага 28. јануара 1983. године. Препознатљива макета Позоришта Чикаго, једног од симбола града, често се појављује у филмовима, на телевизији, уметничим делима и на фотографији.

## Историјат
А. Џ. Балабан и његов брат Барни, заједно су са Семом и Морисом Кацом оснивачкима позоришне трупе Балабан и Кац изградили Чикашко позориште 1921. године. Позориште је постало водеће међу 28 других у граду и преко 100 других у средњем и западном делу Сједињених Америчких Држава. Корнелиус В. Рап и Џорџ В. Рап били су примарне архитекте објекте, а коначни трошак изградње био је 4 милиона америчких долара (око 57,3 милиона долара 2019. године гледајући курс). Браћа Рап дизајнирал асу и многе друге објекте у Чикагу, укљујући позориште Аптаун. Чикашко позориште било је највеће и најскупље у граду, а данас је најстарији биоскоп. Уједно је ово позориште било међу најранијим у држави, а изграђено је у необарокном и стилу класицизма. Овај објекат је уједно најстарији сачувани пример ових стилова у Чикагу.
Првобитна унутрашња декорација аудиторијума обухватала је четрнаест великих романтичних фрески француске тематике која окружују просценијум чикашког уметника Луиса Грела (1887-1960), што је заједничко обележје које су архитекти браћа Рап уврстили у своје дизајне филмских палата. Када је отворен 26. октобра 1921. године, позориште са 3.880 места је промовисано као „Чудесно позориште света”. Позориште је током отварања увек било пуно, изводиле су се позоришне представе, пуштали филмови, а остале атракције укључивале су гостовање оркерстра. Након отварања и великог интересовања за долазак у позориште, оно је постало познато широм Сједињених Америчких Држава.
Током својих првих 40 година рада, позориште у Чикагу представило је премијерне филмове и било је место уживо музике. Током свог постојања многи од врхунских извођача и звезда свог доба уживо су наступали у позоришту. Једно од њених највећих извлачења био је џез бенд, који су Балабан и Кац промовисали још у септембру 1922. године на посебном догађају који су назвали Syncopation Week. Након ове успешне промоције, велики број џез бендова је гостовало у Позоришту Чикаго током двадесетих и тридесетих година 20. века.
У припреми за Светски сајам 1933. године у Чикагу, позориште је преуређено.  Део обнове Светског сајма обухватио је још једну комисију компаније Балабан & Кац за прекрајање архитектонски затворених зидних мурала. Овог пута изабрнао је грчко и римско божанство као тему за велике платнене фреске које су данас изложене у гледалишту. Друга модернизација позоришта догодила се педесетих година 20. века, када је руководство одлучило да се у њему више не одржавају позоришне представе.
Током економских и социјалних промена седамдестих година пословање у позоришту успоравлао је власнике Плит позоришта и утицало на његову сталну одрживост. Године 1984. група за очување позоришта у Чикагу купила је позориште и зграду за 11,5 милиона америчких долара. Група је покушала да одржи место као биоскоп, што им није пошло за руком и објекат је затворен 19. септембра 1985. године. Последњи познати филмови који су приказани у овом позоришту били су Амерички нинџа и Млади вукодлак.

### Рестаурација
Чикашка позоришна група за очување започела је санацију зграда које су завршене 1986. године по цени од 9 милиона долара, а 4,3 милиона долара утрошено је на Позориште Чикаго. Архитекта Данијел П. Кофи је позоришту вратио изглед из тридесетих година 20. века, а имало је капацитет од 3.600 места. Позориште је поново отворено 10. септембра 1986. године представом Франка Синатре, којом је обележен врхунац четворогодишњег историјског напора за очување, а који је подржао Савет за очување у Илиноису. Свечано отварање такође је било симболично јер је Синатра глумио у позоришту педесетих година. Обнављањем сусенде зграде Пејџ, обезбеђен је канцеларијски простор за подршку позоришту. Чикашко позориште важна је компонентна плана ревитализације позоришног округа. Планови ревитализације позоришног округа сежу чак и до плана градоначелнице Џејн Берн из 1981. године.

### Ревитализација
Дана 1. априла 2004. године компанија TheatreDreams Chicago купила је зграду позоришта за 3 милиона долара. Заштитни знак Балабан и Кац сада је власништво Историјске фондације Балабан и Кац. Њујоршка компанија The Madison Square Garden Company најавила је да ће купити позориште 2007. године, што је и учињено. Пре 2008. године позориште је било домаћин филмског фестивала у Чикагу, док се свечаности нису преселила у оближње позориште Харис. Градоначелник Чикага Ричард М. Дејли прогласио је 12. јул 2005. године за Дан Роџера Еберта у Чикагу и посветио му плочу. Позориште је представљнео у књиги The Chicago Movie Palaces of Balaban and Katz, коју је написао Дејвид Балабан, унук првобитног власника. Од 2011. године, како је то дозвољено под условима продаје које је диктирао град, вертикални знак „Chikago” имао је логотип за Чејс банку, а додат је у знак спонзорства.

## Архитектура
Структура је висока седам спратова и заузима готово половину градског блока. Широка је 18 м, тријумфални лук фасаде улице у медијима је упређен са Тријумфалном капијом у Паризу. Прозор са средишњим луком краси мотив Бороминија, а на згради се налазе два коња која у устима држе врпце од 35 мм филма. Спољашност зграде прекривена је сиво-белом теракотом.
Унутрашњост објекта показује утицај француског барока из Другог француског царства. Велико предворје, високо пет спратова и окружено шеталиштима галерије на нивоу мезанима и балкона, утицај је Краљевске капеле у Версају. Велико степениште је урађено по моделу великог степеништа Париске опере и успиње се до различитих нивоа балкона. Маршал Фелд испоручио је унутрашње украсе за позориште, укључујући засторе и намештај. Кристалне лустере и бронзане светиљке дизајнирао је Виктор Перлмен.
Димензије позорнице прелазе 60 стопа у ширину и 30 стопа, а дубине је од 9 стопа. Део оркестра је отприлике 1,8 м испод нивоа позорнице, широк је 16 м , дубинок од 4,6 м у средини. У време када је зграда поднела захтев за издавање Националног регистра историјских места 1978. године, маркиза места је два пута замењена. Маркизе из периода 1922. и 1923. године биле су украшене венцима и лампицама које су биле обојене. Такође су обухватале табле на којима је писало „Chikago”. Замењене су 1949. године, а нов еплоче биле су веће, а слова „Chikago” налазила су се на средини плоче, само на предњој страниц. Све до продаје Балабана и Каца 1969. године, америчкој радиодифузној компанији, њихово име је било на маркизи.
Позориште је такође познато по својим великим оргуљама Вурлитзер. У време када су постављене биле су познате као „Моћни Вурлитзер” и могле су да имитирају инструменте оркестра. Џеси Крафорд, познати глумац из овог позоришта се приписује као особа која је била одговорна за дизајн и избор звукова. Оргуље су дошле из Фабрике оргуља у јулу 1921. године са четири приручника и 26 редова цеви. Америчко позоришно оргуљарско друштво 1970. године обновило је оргуље и оне су једне од најстаријих које и данас функционишу.

## Галерија
- Детаљ из позоришта